# Kühbach
Kühbach – gmina targowa w Niemczech, w kraju związkowym Bawaria, w rejencji Szwabia, w regionie Augsburg, w powiecie Aichach-Friedberg, siedziba wspólnoty administracyjnej Kühbach. Leży około 5 km na północny wschód od Aichach, przy drodze B300.

## Demografia
| Rok  | Liczba mieszk. |
| ---- | -------------- |
| 1970 | 2 575          |
| 1987 | 3 165          |
| 2000 | 3 776          |

## Polityka
Wójtem gminy jest Johann Lotterschmid, rada gminy składa się z 16 osób.
|      | OG Kühbach | BG Unterbernbach | FWG Haslangkreit | Razem |
| 2008 | 10         | 3                | 3                | 16    |
| 2002 | 11         | 3                | 2                | 16    |